# Lucha en los Juegos Olímpicos de Tokio 2020
El torneo de lucha en los Juegos Olímpicos de Tokio 2020 se realizó en el Pabellón A del Makuhari Messe, ubicado en la ciudad de Chiba, del 1 al 7 de agosto de 2021.
En total se disputaron en este deporte 18 pruebas diferentes, 12 masculinas y 6 femeninas, repartidas en las 3 especialidades de este deporte: 6 en lucha grecorromana masculina, 6 en lucha libre masculina y 6 en lucha libre femenina. El programa de competiciones se mantuvo como en la edición anterior.

## Medallistas

### Lucha grecorromana masculina
| Evento               | Oro                        | Plata                        | Bronce                                                          |
| -------------------- | -------------------------- | ---------------------------- | --------------------------------------------------------------- |
| 60 kg (2 de agosto)  | Luis Orta Sánchez · Cuba   | Kenichiro Fumita · Japón     | Walihan Sailike · República Popular China Serguei Yemelin · ROC |
| 67 kg (4 de agosto)  | Mohamadreza Gueraei · Irán | Parviz Nasibov · Ucrania     | Frank Stäbler · Alemania Mohamed El-Sayed · Egipto              |
| 77 kg (3 de agosto)  | Tamás Lőrincz · Hungría    | Akzhol Majmudov · Kirguistán | Shohei Yabiku · Japón Rafiq Hüseynov · Azerbaiyán               |
| 87 kg (4 de agosto)  | Zhan Beleniuk · Ucrania    | Viktor Lőrincz · Hungría     | Denis Kudla · Alemania Zurab Datunashvili · Serbia              |
| 97 kg (3 de agosto)  | Musa Yevloyev · ROC        | Artur Alexanian · Armenia    | Tadeusz Michalik · Polonia Mohammadhadi Saravi · Irán           |
| 130 kg (2 de agosto) | Mijaín López Núñez · Cuba  | Iakob Kadzhaia · Georgia     | Rıza Kayaalp · Turquía Serguei Semionov · ROC                   |

### Lucha libre masculina
| Evento               | Oro                             | Plata                                     | Bronce                                                       |
| -------------------- | ------------------------------- | ----------------------------------------- | ------------------------------------------------------------ |
| 57 kg (5 de agosto)  | Zaur Uguyev · ROC               | Ravi Kumar · India                        | Nurislam Sanayev · Kazajistán Thomas Gilman · Estados Unidos |
| 65 kg (7 de agosto)  | Takuto Otoguro · Japón          | Hacı Əliyev · Azerbaiyán                  | Gadzhimurad Rashidov · ROC Bajrang Bajrang · India           |
| 74 kg (6 de agosto)  | Zaurbek Sidakov · ROC           | Mahamedjabib Kadzimahamedau · Bielorrusia | Kyle Dake · Estados Unidos Bekzod Abdurahmonov · Uzbekistán  |
| 86 kg (5 de agosto)  | David Taylor · Estados Unidos   | Hasan Yazdani · Irán                      | Artur Naifonov · ROC Myles Amine · San Marino                |
| 97 kg (7 de agosto)  | Abdulrashid Sadulayev · ROC     | Kyle Snyder · Estados Unidos              | Reineris Salas · Cuba Abraham Conyedo Ruano · Italia         |
| 125 kg (6 de agosto) | Gable Steveson · Estados Unidos | Gueno Petriashvili · Georgia              | Amir Hosein Zare · Irán Taha Akgül · Turquía                 |

### Lucha libre femenina
| Evento              | Oro                            | Plata                                 | Bronce                                                               |
| ------------------- | ------------------------------ | ------------------------------------- | -------------------------------------------------------------------- |
| 50 kg (7 de agosto) | Yui Susaki · Japón             | Sun Yanan · República Popular China   | Mariya Stadnik · Azerbaiyán Sarah Hildebrandt · Estados Unidos       |
| 53 kg (6 de agosto) | Mayu Mukaida · Japón           | Pang Qianyu · República Popular China | Vanesa Kaladzinskaya · Bielorrusia Bat-Ochiryn Bolortuyaa · Mongolia |
| 57 kg (5 de agosto) | Risako Kawai · Japón           | Iryna Kurachkina · Bielorrusia        | Helen Maroulis · Estados Unidos Evelina Nikolova · Bulgaria          |
| 62 kg (4 de agosto) | Yukako Kawai · Japón           | Aisuluu Tynybekova · Kirguistán       | Iryna Koliadenko · Ucrania Taibe Yusein · Bulgaria                   |
| 68 kg (3 de agosto) | Tamyra Mensah · Estados Unidos | Blessing Oborududu · Nigeria          | Ala Cherkasova · Ucrania Meerim Zhumanazarova · Kirguistán           |
| 76 kg (2 de agosto) | Aline Rotter-Focken · Alemania | Adeline Gray · Estados Unidos         | Yasemin Adar · Turquía Zhou Qian · República Popular China           |

## Medallero
| Núm. | País                    | Oro | Plata | Bronce | Total |
| ---- | ----------------------- | --- | ----- | ------ | ----- |
| 1    | Japón                   | 5   | 1     | 1      | 7     |
| 2    | ROC                     | 4   | 0     | 4      | 8     |
| 3    | Estados Unidos          | 3   | 2     | 4      | 9     |
| 4    | Cuba                    | 2   | 0     | 1      | 3     |
| 5    | Irán                    | 1   | 1     | 2      | 4     |
| 5    | Ucrania                 | 1   | 1     | 2      | 4     |
| 7    | Hungría                 | 1   | 1     | 0      | 2     |
| 8    | Alemania                | 1   | 0     | 2      | 3     |
| 9    | República Popular China | 0   | 2     | 2      | 4     |
| 10   | Bielorrusia             | 0   | 2     | 1      | 3     |
| 10   | Kirguistán              | 0   | 2     | 1      | 3     |
| 12   | Georgia                 | 0   | 2     | 0      | 2     |
| 13   | Azerbaiyán              | 0   | 1     | 2      | 3     |
| 14   | India                   | 0   | 1     | 1      | 2     |
| 15   | Armenia                 | 0   | 1     | 0      | 1     |
| 15   | Nigeria                 | 0   | 1     | 0      | 1     |
| 17   | Turquía                 | 0   | 0     | 3      | 3     |
| 18   | Bulgaria                | 0   | 0     | 2      | 2     |
| 19   | Egipto                  | 0   | 0     | 1      | 1     |
| 19   | Italia                  | 0   | 0     | 1      | 1     |
| 19   | Kazajistán              | 0   | 0     | 1      | 1     |
| 19   | Mongolia                | 0   | 0     | 1      | 1     |
| 19   | Polonia                 | 0   | 0     | 1      | 1     |
| 19   | San Marino              | 0   | 0     | 1      | 1     |
| 19   | Serbia                  | 0   | 0     | 1      | 1     |
| 19   | Uzbekistán              | 0   | 0     | 1      | 1     |
|      | TOTAL                   | 18  | 18    | 36     | 72    |